# Internet Protocol Control Protocol
Das Internet Protocol Control Protocol (IPCP) ist ein Protokoll, das zur automatischen Konfiguration von Computern dient, die sich typischerweise über eine Einwählverbindung wie Analog-Modem, ISDN oder DSL mit einem Netz verbinden.
Bei der Konfiguration durch IPCP werden unter anderem die IP-Adresse, der Default-Gateway und die DNS-Server der einwählenden Arbeitsstation mitgeteilt. Ferner könnte beispielsweise auch der Komprimierungsalgorithmus durch IPCP definiert werden. Demzufolge funktioniert IPCP ähnlich wie DHCP in Ethernet-Netzwerken, jedoch für Einwählverbindungen (Punkt-zu-Punkt-Verbindungen).
IPCP gilt aufgrund seiner Funktion als NCP (Network Control Protocol) für das Internet Protocol (IP) über PPP. IPXCP steht analog dazu als NCP für IPX über PPP.

## RFCs zu IPCP
- RFC: <a href='https://datatracker.ietf.org/doc/html/rfc1332' class='extiw' title='rfc:1332'>1332</a> – The PPP Internet Protocol Control Protocol (IPCP). Mai 1992 (englisch).
- RFC: <a href='https://datatracker.ietf.org/doc/html/rfc3241' class='extiw' title='rfc:3241'>3241</a> – Robust Header Compression (ROHC) over PPP. April 2002 (Erweiterung, englisch).
- RFC: <a href='https://datatracker.ietf.org/doc/html/rfc4815' class='extiw' title='rfc:4815'>4815</a> – Corrections and Clarifications to RFC 3095. Februar 2007 (englisch).